# Vomécourt-sur-Madon
Pour l’article homonyme, voir Vomécourt.
Vomécourt-sur-Madon est une commune française située dans le département des Vosges, en région Grand Est.
Ses habitants sont appelés les Vomécourtois.

## Géographie

### Localisation
Le village est situé à 9 km au nord de Mirecourt, juste au sud de Pont-sur-Madon.

### Géologie et relief
La commune se compose de 337,91 hectares de territoires agricoles (94,65 %) et 18,73 hectares de forêts et milieux semi-naturels (5,25 %).
| Pont-sur-Madon |                     | Xaronval              |
|                | Vomécourt-sur-Madon |                       |
| Ambacourt      | Bettoncourt         | Gircourt-lès-Viéville |

### Hydrographie et les eaux souterraines
Hydrogéologie et climatologie : Système d’information pour la gestion des eaux souterraines du bassin Rhin-Meuse :
Territoire communal : Occupation du sol (Corinne Land Cover); Cours d'eau (BD Carthage),
Géologie : Carte géologique; Coupes géologiques et techniques,
 Hydrogéologie : Masses d'eau souterraine; BD Lisa; Cartes piézométriques.
Les cours d'eau (bassins versants, affluents de la Moselle, sous-affluents du Rhin) :
- Madon ;
- Ruisseau le Xouillon[3].

#### Réseau hydrographique
La commune est située dans le bassin versant du Rhin au sein du bassin Rhin-Meuse. Elle est drainée par le Madon, le ruisseau du Xouillon et le ruisseau de la Mairie,.
Le Madon, d'une longueur totale de 96,9 km, prend sa source dans la commune de Vioménil et se jette dans la Moselle à Pont-Saint-Vincent, après avoir traversé 47 communes.

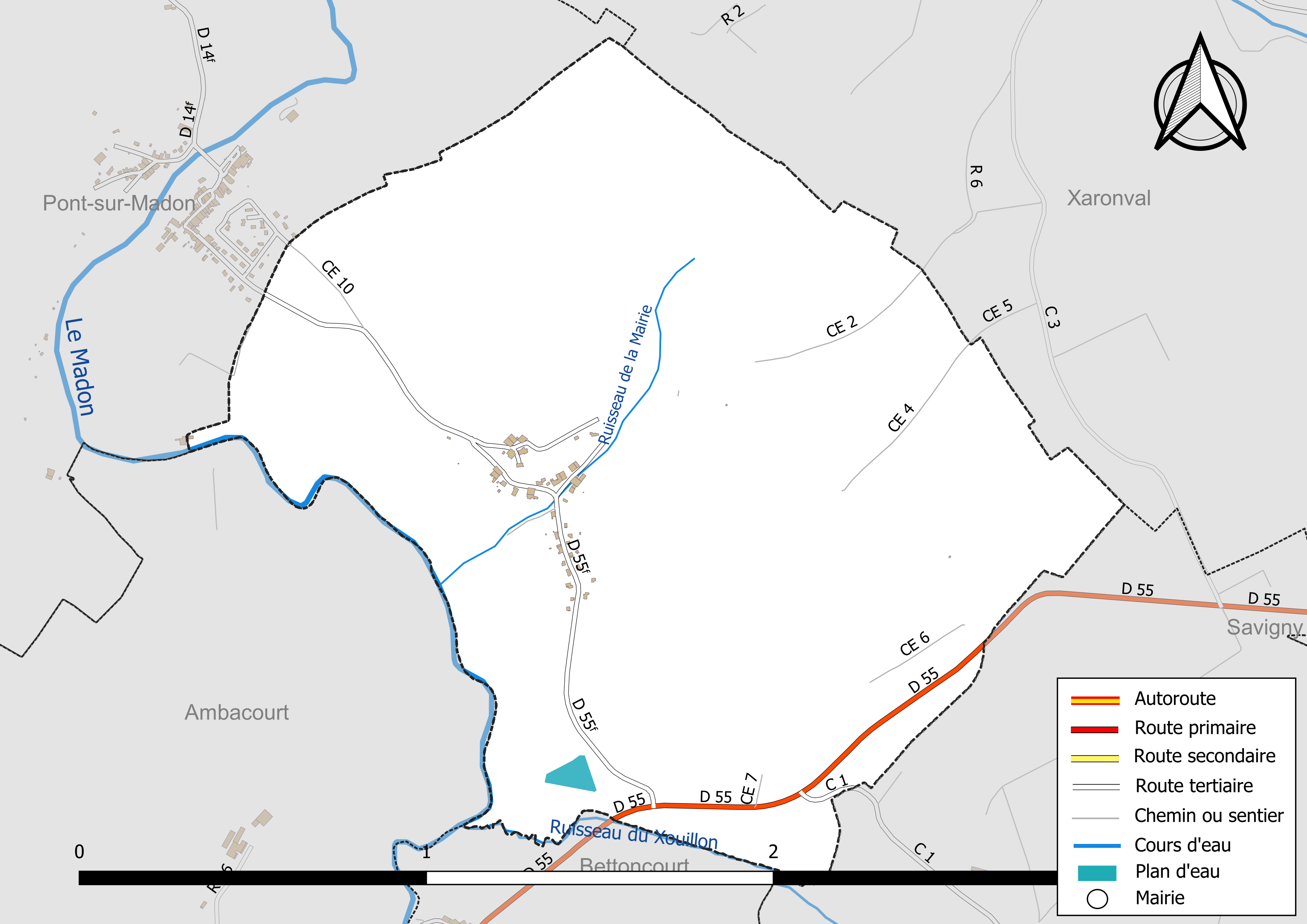
Réseaux hydrographique et routier de Vomécourt-sur-Madon.

#### Gestion et qualité des eaux
Le territoire communal est couvert par le schéma d'aménagement et de gestion des eaux (SAGE) « Nappe des Grès du Trias Inférieur ». Ce document de planification, dont le territoire comprend le périmètre de la zone de répartition des eaux de la nappe des Grès du trias inférieur (GTI), d'une superficie de 1 497 km2, est en cours d'élaboration. L’objectif poursuivi est de stabiliser les niveaux piézométriques de la nappe des GTI et atteindre l'équilibre entre les prélèvements et la capacité de recharge de la nappe. Il doit être cohérent avec les objectifs de qualité définis dans les SDAGE Rhin-Meuse et Rhône-Méditerranée. La structure porteuse de l'élaboration et de la mise en œuvre est le conseil départemental des Vosges.
La qualité des cours d’eau peut être consultée sur un site dédié géré par les agences de l’eau et l’Agence française pour la biodiversité.

### Climat
Pour des articles plus généraux, voir Climat du Grand Est et Climat des Vosges.
En 2010, le climat de la commune est de type climat des marges montargnardes, selon une étude du Centre national de la recherche scientifique s'appuyant sur une série de données couvrant la période 1971-2000. En 2020, Météo-France publie une typologie des climats de la France métropolitaine dans laquelle la commune est exposée à un climat semi-continental et est dans la région climatique  Lorraine, plateau de Langres, Morvan, caractérisée par un hiver rude (1,5 °C), des vents modérés et des brouillards fréquents en automne et hiver.
Pour la période 1971-2000, la température annuelle moyenne est de 9,6 °C, avec une amplitude thermique annuelle de 17,1 °C. Le cumul annuel moyen de précipitations est de 904 mm, avec 12,1 jours de précipitations en janvier et 9,8 jours en juillet. Pour la période 1991-2020, la température moyenne annuelle observée sur la station météorologique de Météo-France la plus proche, « Mirecourt-inra », sur la commune de Mirecourt à 7 km à vol d'oiseau, est de 10,4 °C et le cumul annuel moyen de précipitations est de 824,3 mm. 
La température maximale relevée sur cette station est de 39,5 °C, atteinte le 25 juillet 2019 ; la température minimale est de −19,5 °C, atteinte le 20 décembre 2009,,.
Les paramètres climatiques de la commune ont été estimés pour le milieu du siècle (2041-2070) selon différents scénarios d'émission de gaz à effet de serre à partir des nouvelles projections climatiques de référence DRIAS-2020. Ils sont consultables sur un site dédié publié par Météo-France en novembre 2022.

## Urbanisme

### Typologie
Au 1er janvier 2024, Vomécourt-sur-Madon est catégorisée commune rurale à habitat dispersé, selon la nouvelle grille communale de densité à sept niveaux définie par l'Insee en 2022.
Elle est située hors unité urbaine et hors attraction des villes,.

### Occupation des sols
L'occupation des sols de la commune, telle qu'elle ressort de la base de données européenne d’occupation biophysique des sols Corine Land Cover (CLC), est marquée par l'importance des territoires agricoles (94,8 % en 2018), une proportion identique à celle de 1990 (94,8 %). La répartition détaillée en 2018 est la suivante : 
prairies (60,2 %), terres arables (20,9 %), zones agricoles hétérogènes (13,7 %), forêts (5,2 %). L'évolution de l’occupation des sols de la commune et de ses infrastructures peut être observée sur les différentes représentations cartographiques du territoire : la carte de Cassini (XVIIIe siècle), la carte d'état-major (1820-1866) et les cartes ou photos aériennes de l'IGN pour la période actuelle (1950 à aujourd'hui).

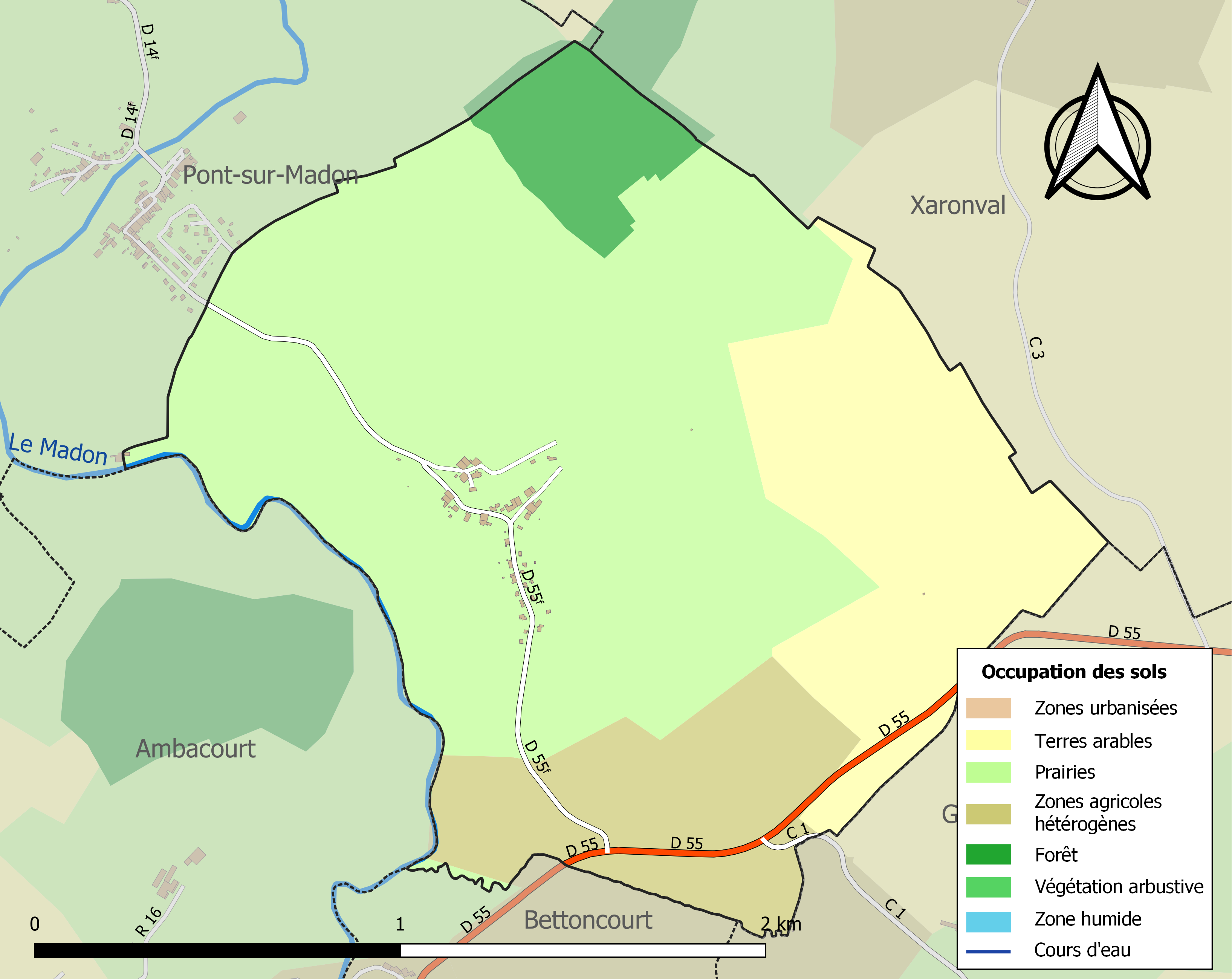
Carte des infrastructures et de l'occupation des sols de la commune en 2018 (CLC).

## Toponymie
Le nom de la localité est attesté sous les formes de Volmeicurte, de Volmaricurte dès le XIe ou XIIe siècle ; Womecort, Womeicort, Womeicours (1295) ; Vomeycourt, Vomeycours (1295) ; Vomeicors (1298) ; Wormeicourt (XIIIe siècle) ; Womecours (1309) ; Vomecourt (XIVe siècle) ; Vomeicors, Vomeycors (XIVe siècle) ; Vomecourt (1435) ; Omecourt (1552) ; Vomescour (1656) ; Vomeris curia (1768) ; Vomecourt-sur-Madon (1753).

Le Madon est une rivière du Grand Est née dans les collines de la Vôge et un affluent gauche de la Moselle, donc un sous-affluent du Rhin. Il s'écoule vers le nord, baignant les départements des Vosges et de Meurthe-et-Moselle.

## Histoire
Vomécourt faisait partie du bailliage de Darney. Le patronage de l’église de Vomécourt, dont dépendait Xaronval, Pont-sur-Madon et Bettoncourt, était au chapitre de Remiremont.
L’église présente de nombreux éléments d’architecture romane du XIIe siècle.
De 1790 à l'an IX, Vomécourt fit partie du canton de Mirecourt.

## Politique et administration

### Découpage territorial
Par arrêté préfectoral du 15 septembre 2023, la commune est retirée le 1er janvier 2024 de l'arrondissement d'Épinal et rattachée à l'arrondissement de Neufchâteau.

### Liste des maires
| Période                                  | Période                       | Identité                              | Étiquette | Qualité                              |
| ---------------------------------------- | ----------------------------- | ------------------------------------- | --------- | ------------------------------------ |
| Les données manquantes sont à compléter. |                               |                                       |           |                                      |
| mars 1989                                | juillet 2013                  | Jean-Marie Maitre d'Hôtel (1925-2018) |           | Agriculteur, démissionnaire à 87 ans |
| juillet 2013                             | En cours (au 18 février 2019) | Corinne Nicolas                       |           | Agent administratif                  |

### Budget et fiscalité 2023

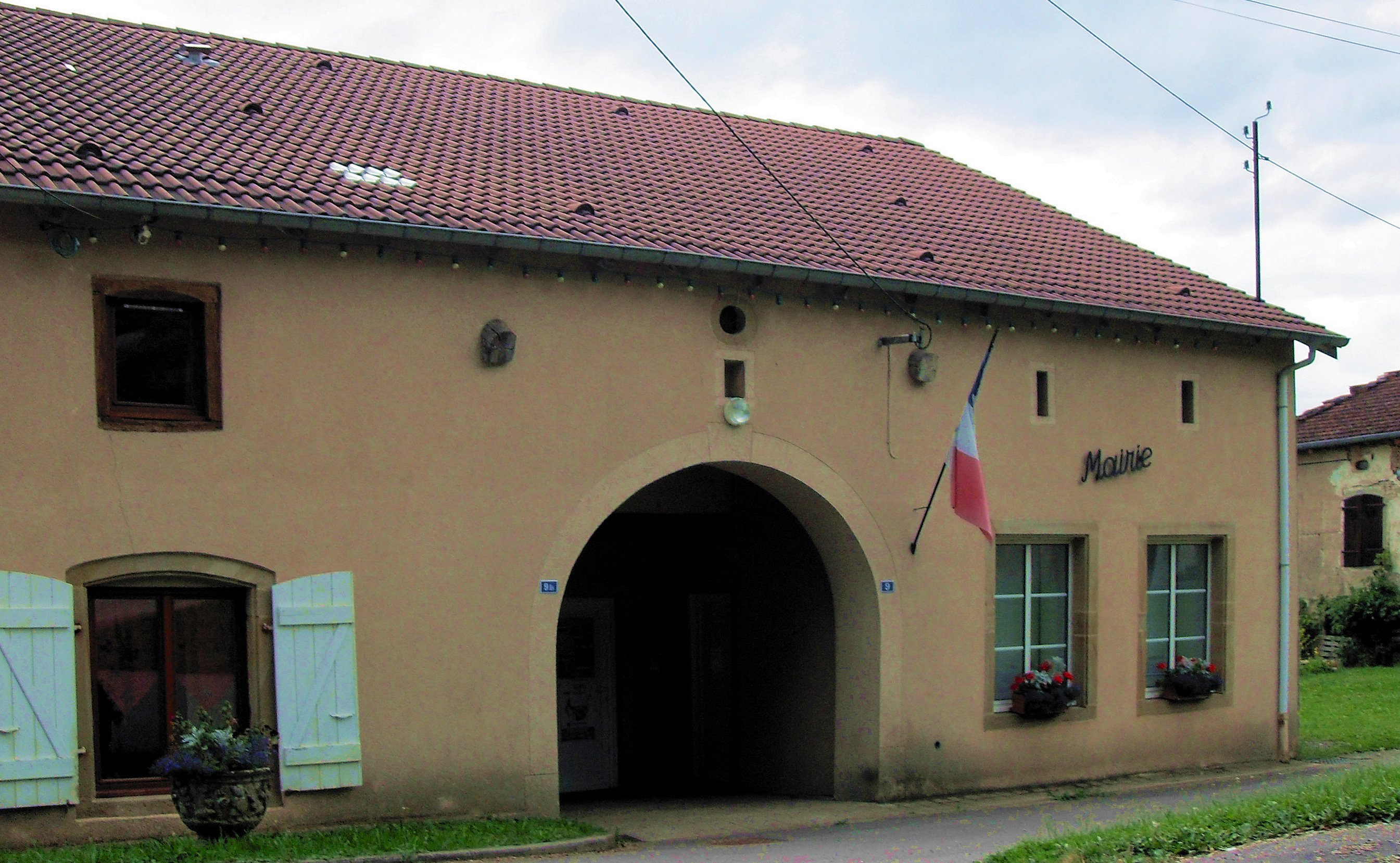
La mairie de Vomécourt.

En 2023, le budget de la commune était constitué ainsi :
- total des produits de fonctionnement : 534 000 €, soit 2 092 € par habitant ;
- total des charges de fonctionnement : 273 000 €, soit 1 069 € par habitant ;
- total des ressources d'investissement : 148 000 €, soit 582 € par habitant ;
- total des emplois d'investissement : 293 000 €, soit 1 150 € par habitant ;
- endettement : 370 000 €, soit 1 450 € par habitant.

Avec les taux de fiscalité suivants :
- taxe d'habitation : 17,57 % ;
- taxe foncière sur les propriétés bâties : 34,65 % ;
- taxe foncière sur les propriétés non bâties : 18,51 % ;
- taxe additionnelle à la taxe foncière sur les propriétés non bâties : 0,00 % ;
- cotisation foncière des entreprises : 0,00 %.

Chiffres clés Revenus et pauvreté des ménages en 2021 : médiane en 2021 du revenu disponible, par unité de consommation.

## Économie

### Entreprises et commerces

#### Commerces
- Commerces et services de proximité[24].

## Population et société

### Démographie

#### Évolution démographique
L'évolution du nombre d'habitants est connue à travers les recensements de la population effectués dans la commune depuis 1793. Pour les communes de moins de 10 000 habitants, une enquête de recensement portant sur toute la population est réalisée tous les cinq ans, les populations de référence des années intermédiaires étant quant à elles estimées par interpolation ou extrapolation. Pour la commune, le premier recensement exhaustif entrant dans le cadre du nouveau dispositif a été réalisé en 2008.

En 2022, la commune comptait 68 habitants, en évolution de −1,45 % par rapport à 2016 (Vosges : −2,96 %, France hors Mayotte : +2,11 %).
| 1793 | 1800 | 1806 | 1821 | 1831 | 1836 | 1841 | 1846 | 1856 |
| ---- | ---- | ---- | ---- | ---- | ---- | ---- | ---- | ---- |
| 112  | 115  | 113  | 119  | 107  | 98   | 99   | 99   | 100  |

| 1861 | 1866 | 1876 | 1881 | 1886 | 1891 | 1896 | 1901 | 1906 |
| ---- | ---- | ---- | ---- | ---- | ---- | ---- | ---- | ---- |
| 88   | 97   | 83   | 91   | 95   | 103  | 73   | 63   | 69   |

| 1911 | 1921 | 1926 | 1931 | 1936 | 1946 | 1954 | 1962 | 1968 |
| ---- | ---- | ---- | ---- | ---- | ---- | ---- | ---- | ---- |
| 60   | 56   | 59   | 67   | 56   | 49   | 55   | 54   | 50   |

| 1975 | 1982 | 1990 | 1999 | 2006 | 2008 | 2013 | 2018 | 2022 |
| ---- | ---- | ---- | ---- | ---- | ---- | ---- | ---- | ---- |
| 41   | 54   | 69   | 73   | 70   | 69   | 69   | 70   | 68   |

### Enseignement
Établissements d'enseignements :
- Écoles maternelles et primaires à Savigny, Diarville, Poussay, Florémont, Mirecourt.
- Collèges à Mirecourt, Charmes, Vézelise, Dompaire, Bayon.
- Lycées à Mirecourt, Thaon-les-Vosges, Harol.

### Santé
Professionnels et établissements de santé :* Médecins à Mirecourt, Charmes.
- Pharmacies à Mirecourt, Charmes[32].
- Hôpitaux à Mirecourt, Épinal.

### Cultes
- Culte catholique, Paroisse Saint-Pierre-Fourier[33], Diocèse de Saint-Dié.

## Culture locale et patrimoine

### Lieux et monuments

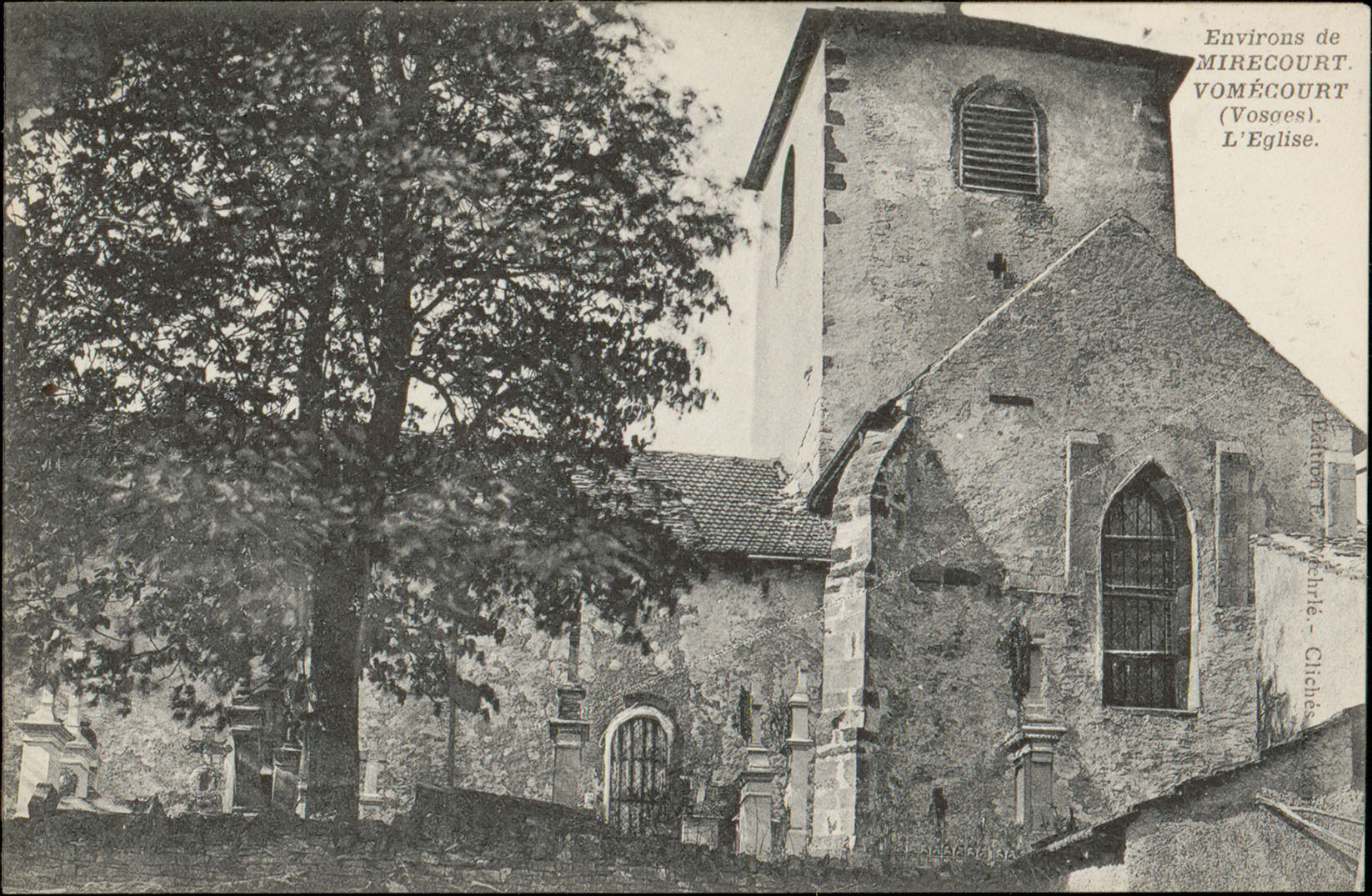
L'église Saint-Martin.
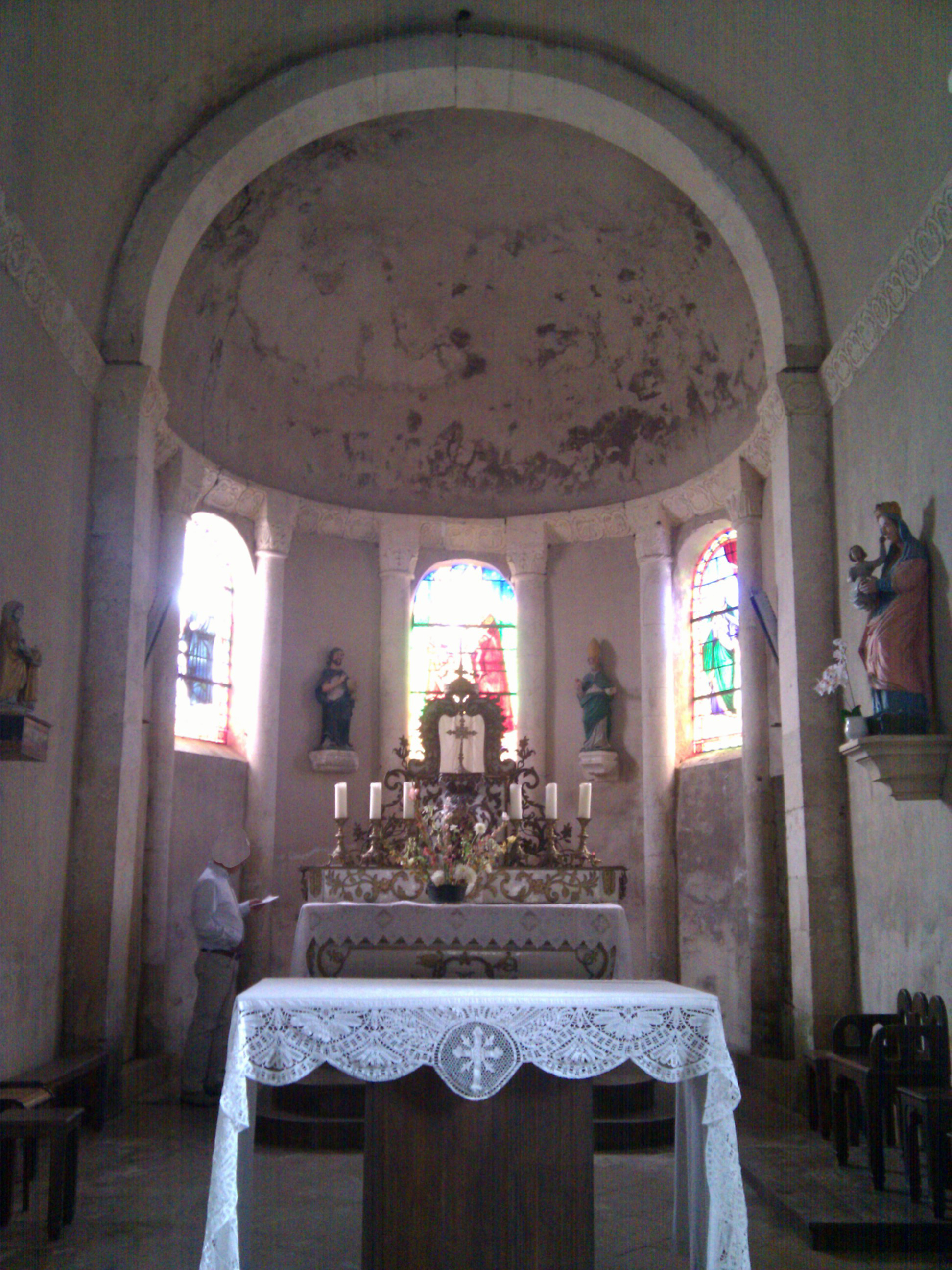
Le chœur de l'église.
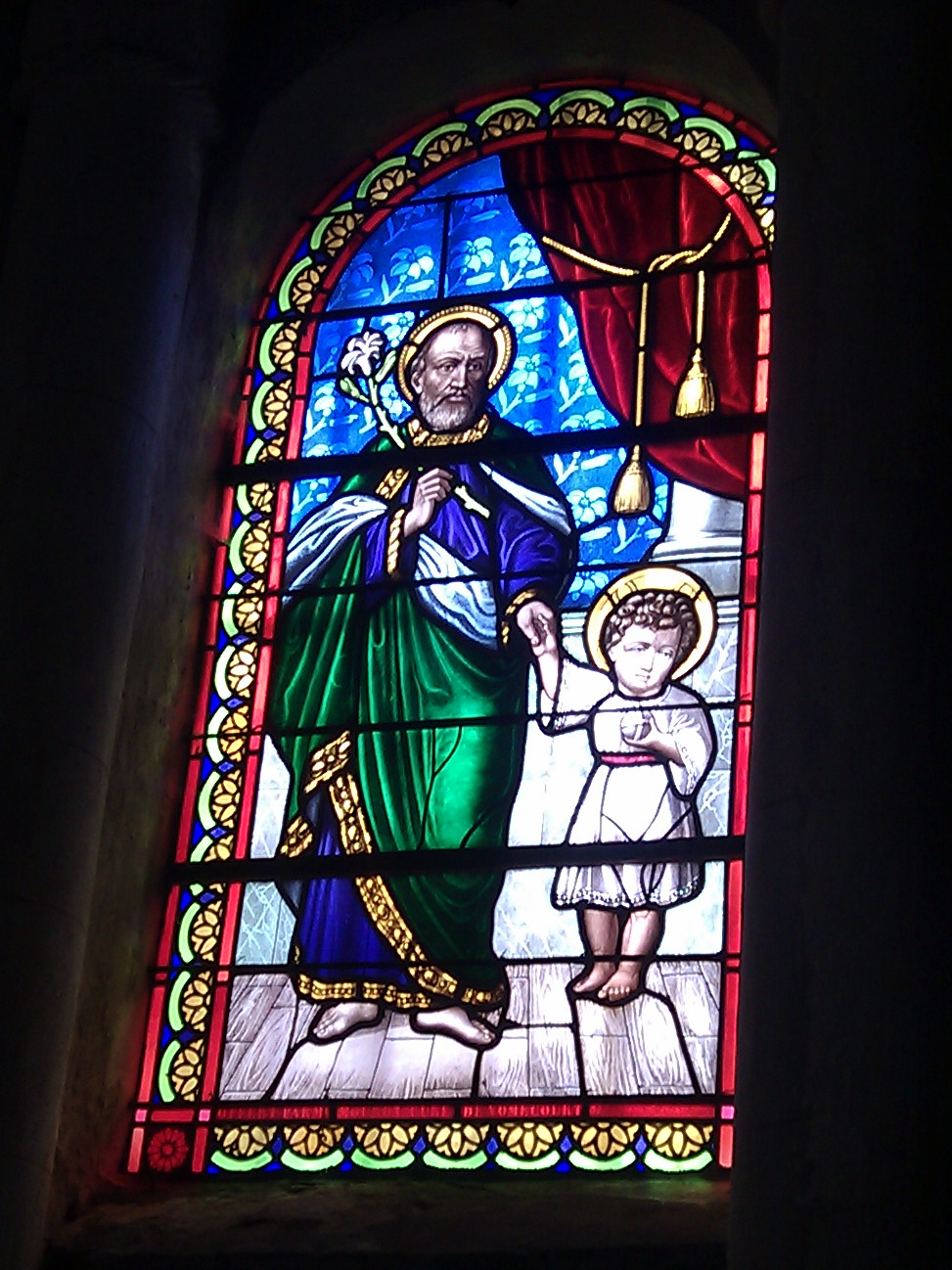
Vitrail.
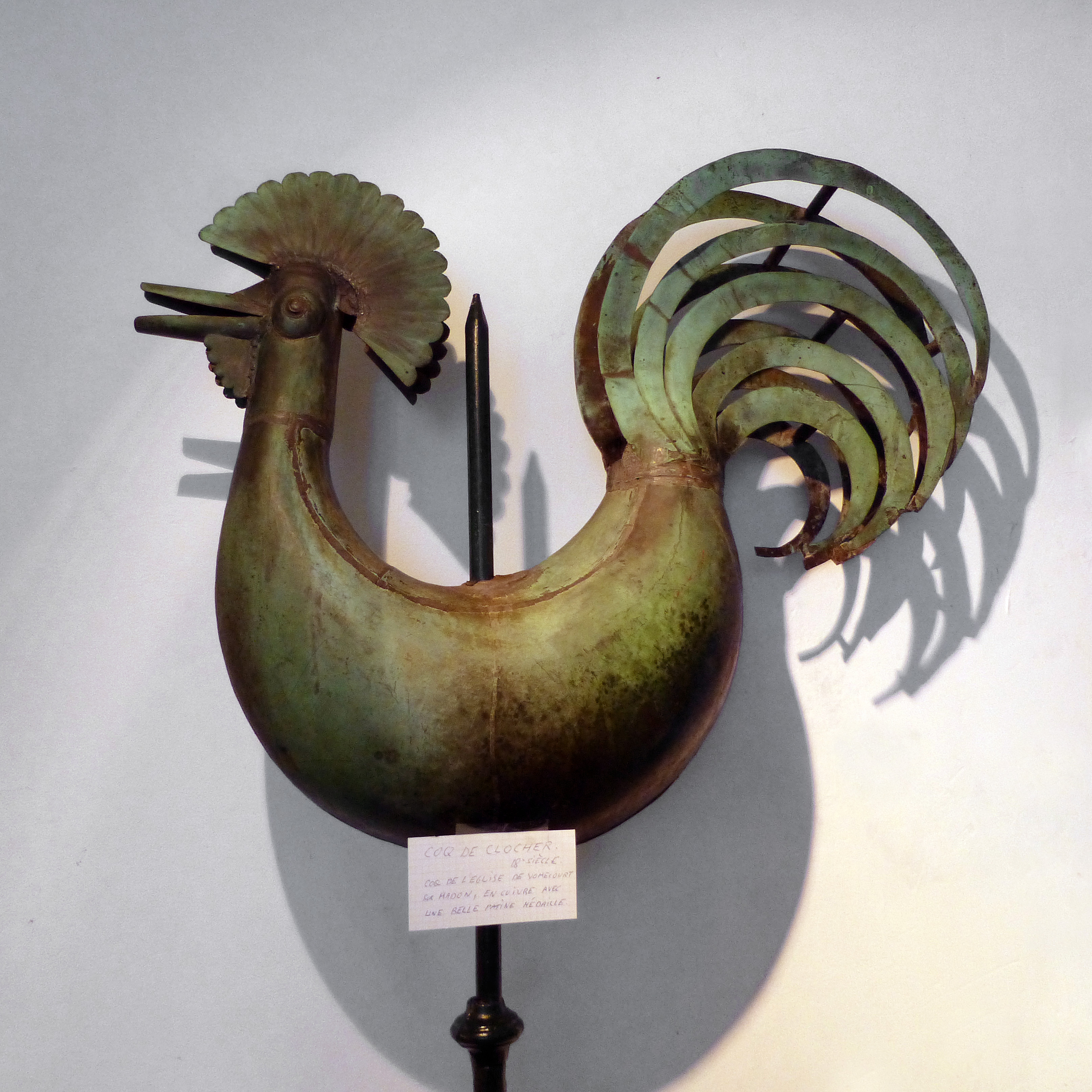
Coq de clocher de l'église au Musée Henri-Mathieu de Bruyères .
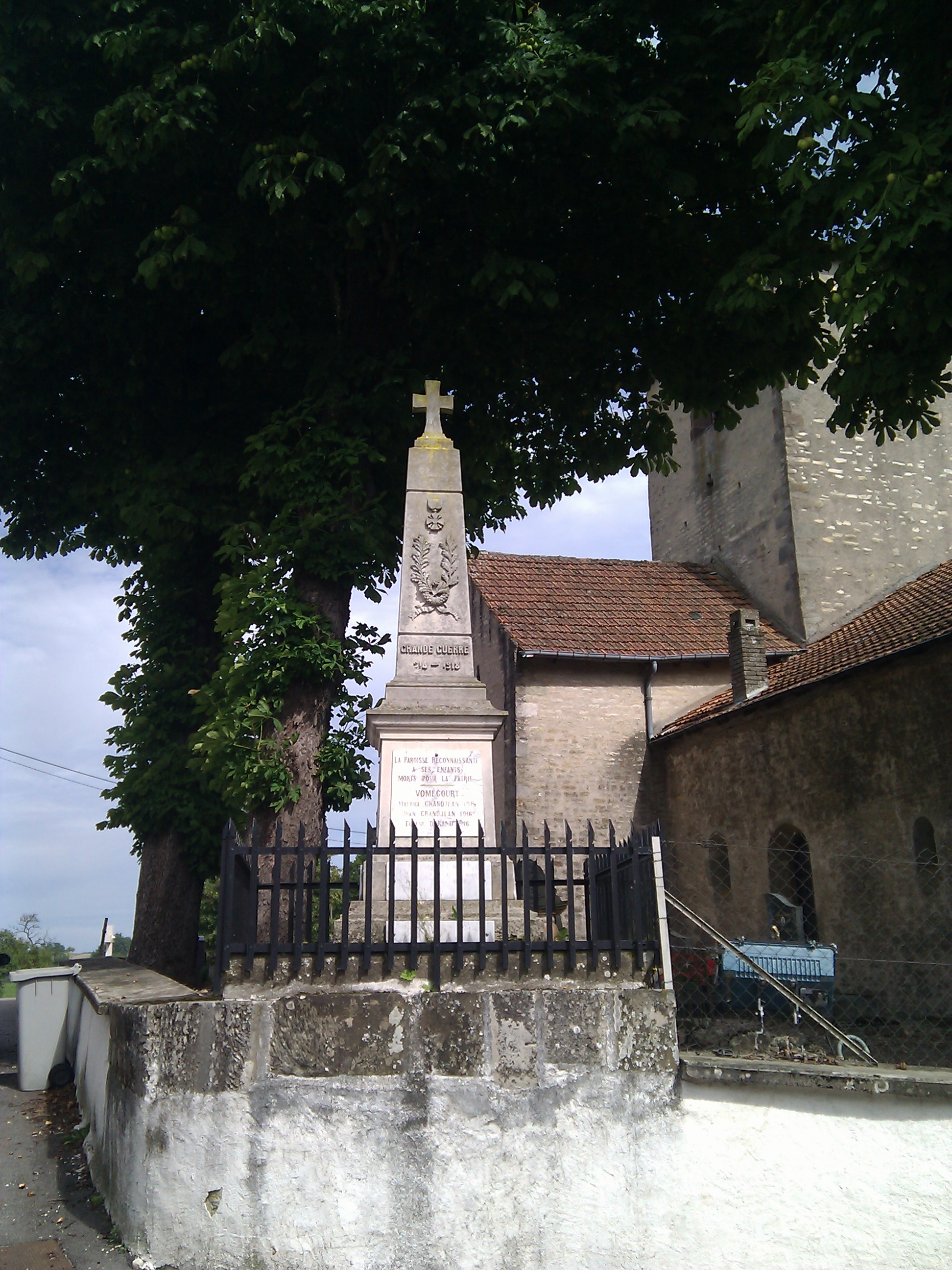
Monument aux morts.

L'Église paroissiale Saint-Martin du XIIe siècle,, l'un des plus beaux ensembles romans du département,, classée monument historique par arrêté du 3 juin 1908, et son cadran solaire.
Groupe sculpté Saint Martin,
* Statue de Saint-Martin (XVIIIe siècle).
Cuve (vasque) et fût de fonts baptismaux.
Autel (maître-autel).
Statue Vierge à l'Enfant.
Statue Saint Sébastien.
- Patrimoine rural recensé par le service régional de l'Inventaire général du patrimoine culturel[47].
- Fontaines à deux bassins[48].
- Monument aux morts.

### Personnalités liées à la commune
- François Richard, Médaillé de Sainte-Hélène[49].

### Héraldique
| Blason de Vomécourt-sur-Madon | Blason  | De sinople à la fleur d'iris des marais d'or soutenue par une trangle ondée d'argent, chapé de gueules chargé à dextre d'un alérion et à senestre de deux clefs passées en sautoir, le tout d'argent. |
| Blason de Vomécourt-sur-Madon | Détails | Création de R.A. Louis et B. Georgin avec les conseils de la Commission Héraldique de l'UCGL. Adopté par la commune en mai 2015.                                                                      |

## Pour approfondir